# Nhà vịt di cư
Nhà vịt di cư (tên tiếng Anh: Migration) là một bộ phim điện ảnh hoạt hình máy tính thuộc thể loại hài phiêu lưu của Mỹ ra mắt vào năm 2023 được Universal Pictures và Illumination phối hợp sản xuất. Phim do Benjamin Renner làm đạo diễn, với sự tham gia lồng tiếng của các diễn viên gồm Kumail Nanjiani, Elizabeth Banks, Caspar Jennings, Tresi Gazal, Keegan-Michael Key, Awkwafina và Danny DeVito.
Nhà vịt di cư có buổi công chiếu lần đầu tại VIEW Conference ở Turin, Ý vào ngày 19 tháng 10 năm 2023, và được Universal Pictures ra mắt tại Mỹ vào ngày 22 tháng 12 năm 2023, tại Việt Nam vào ngày 29 tháng 12 cùng năm và tại Anh vào ngày 2 tháng 2 năm 2024. Tác phẩm nhìn chung nhận về những lời khen ngợi từ giới chuyên môn.

## Nội dung
Câu chuyện theo chân một gia đình vịt cổ xanh gồm vịt bố Mack, vịt mẹ Pam, vịt cả Dax và vịt út Gwen trong lần đầu tiên trải nghiệm chuyến di cư tiến về phía Nam để trú đông. Thế nhưng, niềm vui vẻ sự háo hức kéo dài chưa lâu thì gia đình vịt nhận ra họ đang bay ngược chiều với tất cả các đàn vịt khác. Không kịp quay đầu, họ bất ngờ gặp phải loạt "chướng ngại vật" là những tòa nhà cao tầng của thành phố hiện đại. Từ đây, những hiểm nguy đang chờ rình rập họ trong hành trình khám phá đô thị mới.

## Diễn viên
- Kumail Nanjiani / Phước Hoàng lồng tiếng vai Mack Mallard / Mạnh, một chú vịt cổ xanh hay lo lắng[1]
- Elizabeth Banks / Thảo Ngô lồng tiếng vai Pam Mallard / Bông, người vợ liều lĩnh và nhanh trí của Mack[1]
- Caspar Jennings / Hạo Khang lồng tiếng vai Dax Mallard / Đạt, cậu con trai hiếu động và đầy tự tin của Mack và Pam[1]
- Tresi Gazal / Gia Anh lồng tiếng vai Gwen Mallard / Quyên, cô con gái ngây thơ và đáng yêu của Mack và Pam[1]
- Danny DeVito / Hòa Bình lồng tiếng vai Uncle Dan Mallard / Ông Dan, người chú bẩn tính và không thích sự phiêu lưu của Mack[1]
- Keegan-Michael Key / Hoàng Rapper lồng tiếng vai Delroy, một chú vẹt đỏ đuôi dài nhớ quê hương Jamaica bị nhốt tại một nhà hàng ở Manhattan[1]
- Awkwafina / Ngọc Đan Thanh lồng tiếng vai Chump / Khùm, đại ca của băng đảng chim bồ câu tại Thành phố New York[1]
- Carol Kane / Nhật Thủy lồng tiếng vai Erin, một bà diệc xanh lớn mà gia đình vịt cổ xanh đã kết bạn trong hành trình của họ[1]
- David Mitchell / Quốc Hưng lồng tiếng vai GooGoo, một con vịt Bắc Kinh là nhà lãnh đạo yoga tại một trang trại vịt Bắc Kinh Mỹ bí ẩn[1]
- Isabela Merced / Việt Thi lồng tiếng vai Kim, một con vịt lam không rõ loài có gia đình đang hướng tới Jamaica[1]

## Sản xuất
Ngày 18 tháng 2, 2022. Illumination đã thông báo về bộ phim mới của họ có tựa đề là Nhà vịt di cư với vị trí đạo diễn sẽ do họa sĩ diễn hoạt kiêm tác giả truyện tranh người Pháp là Benjamin Renner đảm nhận cùng với Guylo Homsy trong vai trò đồng đạo diễn và kịch bản do Mike White chấp bút. Trước đây, Renner đã có kinh nghiệm chỉ đạo hai bộ phim hoạt hình truyền thống là Ernest & Celestine (2012) và The Big Bad Fox and Other Tales... (2017).
Vào ngày 26 tháng 4 năm 2023,  Kumail Nanjiani, Elizabeth Banks, Keegan-Michael Key, Awkwafina, Danny DeVito, Caspar Jennings, Tresi Gazal, David Mitchell và Carol Kane được công bố sẽ tham gia vào dàn diễn viên lồng tiếng chính của phim. Trong khi, một số người tham gia vào đoàn làm phim như đồng đạo diễn Guylo Homsy, nhà dựng phim Christian Gazal và nhà thiết kế sản xuất Colin Stimpson cũng được tiết lộ.

## Ra mắt
Nhà vịt di cư được công chiếu vào ngày 22 tháng 12 năm 2023. Ban đầu, phim được dự kiến sẽ ra mắt vào ngày 30 tháng 4 năm 2023.
Phim cũng sẽ là một phần trong thỏa thuận kéo dài 18 tháng với nền tảng Netflix, phim sẽ được tiếp tục chiếu trên Peacock trong bốn tháng đầu tiên của dịch vụ có trả tiền, tiếp theo chuyển sang chiếu trên Netflix trong mười tháng tiếp theo và cuối cùng là trở về nền tảng Peacock trong bốn tháng còn lại.

### Quảng bá
Đoạn quảng cáo của phim được phát hành vào ngày 5 tháng 4, 2023 và được chiếu kèm với các suất chiếu của Phim anh em Super Mario tại Mỹ.